# Karim Qadiri
Pas d'image ? Cliquez ici

a Compétitions nationales et continentales officielles uniquement.

b Matchs officiels uniquement.
Dernière mise à jour le 25 février 2025.
Karim Qadiri, né le 16 février 1996 à Massy, est un joueur international marocain de rugby à XV qui évolue au poste d'ailier au FC Grenoble en Pro D2 depuis 2020.

## Biographie
Formé au RC Massy où il découvre le rugby à l’âge de 6 ans et porte les couleurs de ce club pendant 14 ans jusqu'en Pro D2.
Il porte le maillot de l'équipe nationale du Maroc en tant qu'international à sept, participant entre autres aux tournois de qualifications en vue des Jeux olympiques de 2016.
À 20 ans il signe au Stade français en Top 14.
En 2018 il signe au CS Beaune en Fédérale 1,. Durant la saison 2019-2020, il participe au Supersevens 2020 sous le maillot du Stade français, avec qui il atteint le stade des demi-finales.
Il s'engage au FC Grenoble pour deux ans à partir de juillet 2020.
Il devient notamment meilleur marqueur du FCG avec 12 essais lors de la saison 2021-2022.
Durant la saison 2022-2023, son club termine à la deuxième place de la phase régulière du championnat et se qualifie jusqu'en finale où il affronte Oyonnax. Pour ce match, il est titulaire mais le FC Grenoble s'incline sur le score de 14 à 3.

## Palmarès
- FC Grenoble
  - Finaliste du Championnat de France de Pro D2 en 2023 et 2024